# Championnats de Belgique de tennis de table
Les championnats de Belgique de tennis de table sont organisés chaque année par la Fédération Royale Belge de Tennis de Table.
Il existe d'une part une compétition qui se joue individuellement en simple ou en double et d'autre part, une compétition organisée par équipes, appelées Interclubs.

## Championnats simple et double

### Historique
Les premiers championnats de Belgique de tennis de table ont été organisés en 1932.

### Organisation[1]
Des titres de champions de Belgique peuvent être obtenus dans différentes formules : 
- individuelle : simple messieurs, simple dames
- double : double messieurs, double dames, double mixte

Chacune des formules est disputée par catégorie d'âge et par catégorie de classement.

#### Catégories[2]
Les catégories reine sont les catégories séniors série A, hommes et femmes, qui mettent en compétition les meilleurs joueurs et joueuses de Belgique.
Plusieurs catégories existent chez les jeunes :
- les benjamins (ou poussins), pour les 8 ans et moins
- les pré-minimes, de 9 à 10 ans
- les minimes, de 11 à 12 ans
- les cadets, de 13 à 14 ans
- les juniors, de 15 à 17 ans
- les - 21 ans, de 18 à 21 ans

Depuis la saison 2022-2023, la catégorie - 21 a été remplacée par la catégorie - 19 concernant désormais les joueurs de 18 à 19 ans.
Chaque année, des titres nationaux sont disputés dans chacune de ces catégories, à l'exception de benjamin (ou poussin).
Dans chacune des catégories, sont attribués des titres en simple garçons, en simple filles, en double garçons, en double filles et en double mixte.
La catégorie senior regroupe les sportifs de 22 à 39 ans mais est ouverte au joueur de tout âge (jeunes et vétérans).
Plusieurs séries établies en fonction des classements existent, de A à E, et les NC.
Pour chacun des séries de A à E, des titres nationaux sont disputés en simple messieurs, en simple dames, en double messieurs, en double dames et en double mixte. Pour les NC, il n'existe pas de championnat national.
La catégorie vétéran pour les messieurs est divisée en plusieurs sous-catégories en fonction de l'âge : V40 (40 à 49 ans), V50 (50 à 59 ans), V60 (60 à 64 ans), V65 (65 à 69 ans), V70 (70 à 74 ans), V75 (75 à 79 ans), V80 (80 à 84 ans) et  V85 (plus de 85 ans). A l'instar des messieurs, les dames ainées sont réparties en fonction de l'âge dans différentes sous-catégories : A40 (40 à 49 ans), A50 (50 à 59 ans), A60 (60 à 64 ans), A65 (65 à 69 ans), A70 (70 à 74 ans), A75 (75 à 79 ans), A80 (80 à 84 ans) et  A85 (plus de 85 ans).

#### Qualifications[3]
La participation aux championnats de Belgique est soumise à des règles de qualification. Il est nécessaire d'avoir participé préalablement et obtenu des résultats dans les catégories correspondantes lors des championnats provinciaux, des critériums provinciaux ou bien des championnats organisés au niveau des ailes régionales.

### Palmarès de la catégorie Sénior(e)s Série A[4]
| Année | Lieu                       | Simple                     | Simple                      | Double                                        | Double                                         | Double mixte                                   |
| Année | Lieu                       | Messieurs                  | Dames                       | Messieurs                                     | Dames                                          | Double mixte                                   |
| ----- | -------------------------- | -------------------------- | --------------------------- | --------------------------------------------- | ---------------------------------------------- | ---------------------------------------------- |
| 2025  | Leuze-en-Hainaut           | Cedric Nuytinck(6)         | Nathalie Marchetti (en) (6) | Alessi Massart Tom Closset                    | Julie Van Hauwaert Sara Devos                  | Alessi Massart Lilou Massart                   |
| 2024  | Leuze-en-Hainaut           | Florent Lambiet (1)        | Nathalie Marchetti (en) (5) | Alessi Massart Tom Closset                    | Nathalie Marchetti (en) Margo Degraef          | Romain Gaspar Lauranne Hackemack               |
| 2023  | Knokke                     | Adrien Rassenfosse(1)      | Daria Mityukova             | Martin Allegro Florent Lambiet                | Julie Van Hauwaert Sara Devos                  | Alessi Massart Lilou Massart                   |
| 2022  | Libramont                  | Cedric Nuytinck(5)         | Nathalie Marchetti (en) (4) | Louis Laffineur Adrien Rassenfosse            | Nathalie Marchetti (en) Margo Degraef          | Alessi Massart Cécile Ozer                     |
| 2021  | Championnats non disputés. | Championnats non disputés. | Championnats non disputés.  | Championnats non disputés.                    | Championnats non disputés.                     | Championnats non disputés.                     |
| 2020  | Spa                        | Cedric Nuytinck(4)         | Lisa Lung (de)              | Florent Lambiet Martin Allegro                | Lisa Lung (de) Margo Degraef                   | Louis Laffineur Lauranne Hackemack             |
| 2019  | Anvers                     | Cedric Nuytinck(3)         | Margo Degraef               | Florent Lambiet Martin Allegro                | Lisa Lung (de) Marie Maesen                    | Adrien Rassenfosse Jana Bernard                |
| 2018  | Louvain-la-Neuve           | Cedric Nuytinck(2)         | Lisa Lung (de)              | Cedric Nuytinck Robin Devos                   | Eline Loyen Margo Degraef                      | Nicolas Schenkel Daria Mityukova               |
| 2017  | Louvain-la-Neuve           | Cedric Nuytinck(1)         | Eline Loyen                 | Julien Indeherberg Florian Cnudde             | Eline Loyen Margo Degraef                      | Nicolas Schenkel Daria Mityukova               |
| 2016  | Tournai                    | Lauric Jean(2)             | Daria Mityukova             | Lauric Jean Florent Lambiet                   | Eline Loyen Margo Degraef                      | Tim Janssens Eline Loyen                       |
| 2015  | Roulers                    | Lauric Jean(1)             | Nathalie Marchetti (en)     | Lauric Jean Florent Lambiet                   | Lisa Lung (de) Marie Maesen                    | Tim Janssens Eline Loyen                       |
| 2014  | Andenne                    | Jean-Michel Saive(25)      | Nathalie Marchetti (en)     | Lauric Jean Florent Lambiet                   | Nathalie Marchetti (en) Gabriella Vinci        | Damien Delobbe Nathalie Marchetti (en)         |
| 2013  | Anvers                     | Jean-Michel Saive(24)      | Nathalie Marchetti (en)     | Grégory Obert Damien Delobbe                  | Nathalie Marchetti (en) Gabriella Vinci        | Tim Janssens Marie Maesen                      |
| 2012  | Enghien                    | Jean-Michel Saive(23)      | Daria Mityukova             | Grégory Obert Damien Delobbe                  | Cécile Ozer Magali Charlier                    | Marc Closset Marie Maesen                      |
| 2011  | Enghien                    | Jean-Michel Saive(22)      | Karen Opdencamp (nl)        | Lauric Jean Cedric Nuytinck                   | Daria Mityukova Elena Chmiguelskaia            | Cedric Nuytinck Alison Georis                  |
| 2010  | Louvain-la-Neuve           | Yannick Vostes(1)          | Karen Opdencamp (nl)(4)     | Yannick Vostes Benjamin Rogiers               | Daria Mityukova Elena Chmiguelskaia            | Damien Delobbe Martine Hubert                  |
| 2009  |                            | Jean-Michel Saive(21)      | Laurence Junker             | Lauric Jean Florent Lamoque                   | Daria Mityukova Elena Chmiguelskaia            | Damien Delobbe Cindy Indeherberg               |
| 2008  |                            | Jean-Michel Saive(20)      | Karen Opdencamp (nl)(3)     | Marc Closset Christophe Closset               | Karen Opdencamp (nl) Laurence Junker           | Kilomo Vitta Karen Opdencamp (nl)              |
| 2007  |                            | Jean-Michel Saive(19)      | Daniela Gavrila             | Marc Closset Christophe Closset               | Martine Hubert Cécile Ozer                     | Damien Delobbe Martine Hubert                  |
| 2006  |                            | Jean-Michel Saive(18)      | Karen Opdencamp (nl)(2)     | Marc Closset Christophe Closset               | Martine Hubert Cécile Ozer                     | Tom Van Schil Karine Bogaerts (de)             |
| 2005  |                            | Jean-Michel Saive(17)      | Karen Opdencamp (nl)(1)     | Marc Closset Christophe Closset               | Laurence Junker Natacha Reginster              | Marc Closset Laurence Junker                   |
| 2004  |                            | Jean-Michel Saive(16)      | Cécile Ozer                 |                                               |                                                |                                                |
| 2003  | Hasselt                    | Philippe Saive(2)          | Cécile Ozer                 |                                               |                                                |                                                |
| 2002  |                            | Jean-Michel Saive(15)      | Karine Bogaerts (de)        |                                               |                                                | Oleg Dantchenko Karine Bogaerts (de)           |
| 2001  |                            | Jean-Michel Saive(14)      | Martine Hubert              | Sébastien Massart Grégory Obert               | Cécile Ozer Karine Bogaerts (de)               | Damien Delobbe Martine Hubert                  |
| 2000  |                            | Jean-Michel Saive(13)      | Martine Hubert              | Martin Bratanov Damien Delobbe                | Cécile Ozer Karine Bogaerts (de)               | Damien Delobbe Martine Hubert                  |
| 1999  |                            | Jean-Michel Saive(12)      | Martine Hubert              | Thierry Cabrera Oleg Dantchenko               | Martine Hubert Sophie Thirion                  | Damien Delobbe Martine Hubert                  |
| 1998  |                            | Jean-Michel Saive(11)      | Cécile Ozer                 | Christian Tiugan Michaël Uttila               | Martine Hubert Sophie Thirion                  | Damien Delobbe Martine Hubert                  |
| 1997  |                            | Jean-Michel Saive(10)      | Cécile Ozer                 | Geoffrey Bouillet Kevin Vissers               | Cécile Ozer Natacha Reginster                  | Tibor Hettman Sophie Thirion                   |
| 1996  |                            | Jean-Michel Saive(9)       | Cécile Ozer                 | Thierry Cabrera Huang Jiangguo                | Martine Hubert Sophie Thirion                  | Thierry Cabrera Cécile Ozer                    |
| 1995  |                            | Jean-Michel Saive(8)       | Els Billen                  | Geoffrey Bouillet Tibor Hettman               | Martine Hubert Séverine Thone                  | Marc Closset Magali Charlier                   |
| 1994  |                            | Jean-Michel Saive(7)       | Cécile Ozer                 | Mihon Ip Marc Wauthier                        | Karine Bogaerts (de) Cécile Ozer               | Geoffrey Bouillet Martine Hubert               |
| 1993  | Eupen                      | Philippe Saive(1)          | Els Billen                  | Jean-Michel Saive Philippe Saive              | Karine Bogaerts (de) Cécile Ozer               | Jean-Michel Saive Els Billen                   |
| 1992  |                            | Jean-Michel Saive(6)       | Els Billen                  | Jean-Michel Saive Philippe Saive              | Karine Bogaerts (de) Cécile Ozer               | Bert De Hertogh Karine Bogaerts (de)           |
| 1991  |                            | Thierry Cabrera            | Cécile Ozer                 | Thierry Cabrera Frédéric Sonnet               | Els Billen Elke Billen                         | Jean-Michel Saive Els Billen                   |
| 1990  |                            | Thierry Cabrera            | Karine Bogaerts (de)        | Thierry Cabrera Frédéric Sonnet               | Els Billen Elke Billen                         | Jean-Michel Saive Els Billen                   |
| 1989  |                            | Jean-Michel Saive(5)       | Karine Bogaerts (de)        | Thierry Cabrera Frédéric Sonnet               | Els Billen Elke Billen                         | Jean-Michel Saive Els Billen                   |
| 1988  |                            | Jean-Michel Saive(4)       | Sophie Thirion              | Jean-Michel Saive Philippe Saive              | Els Billen Elke Billen                         | Peter Vroonen Elke Billen                      |
| 1987  |                            | Jean-Michel Saive(3)       | Karine Bogaerts (de)        | Thierry Cabrera Jean-Michel Saive             | Els Billen Elke Billen                         | Jean-Michel Saive Karine Bogaerts (de)         |
| 1986  |                            | Jean-Michel Saive(2)       | Karine Bogaerts (de)        | Thierry Cabrera Jean-Michel Saive             | Els Billen Elke Billen                         | Jean-Michel Saive Karine Bogaerts (de)         |
| 1985  |                            | Jean-Michel Saive(1)       | Karine Bogaerts (de)        | Remo de Prophetis Jean-Michel Saive           | Karine Bogaerts (de) Nathalie Higuet           | Jean-Michel Saive Karine Bogaerts (de)         |
| 1984  |                            | Remo de Prophetis          | Barbara Lippens (de)        | Thierry Cabrera Daniel Nassaux                | Karine Bogaerts (de) Nathalie Higuet           | Remo de Prophetis Kristien Van Camp            |
| 1983  |                            | Thierry Cabrera            | Barbara Lippens (de)        | Thierry Cabrera Etienne Bailly                | Barbara Lippens (de) Kristien Van Camp         | Thierry Cabrera Barbara Lippens (de)           |
| 1982  |                            | Remo de Prophetis          | Barbara Lippens (de)        | Thierry Cabrera Remo de Prophetis             | Marie-France Germiat Nathalie Higuet           | Daniel Nassaux Véronique Germiat               |
| 1981  |                            | Daniel Nassaux             | Barbara Lippens (de)        | Thierry Cabrera Remo de Prophetis             | Marie-France Germiat Barbara Lippens (de)      | Luc Dandoy Corinne D'Hondt                     |
| 1980  |                            | Daniel Nassaux             | Marie-France Germiat        | Daniel Nassaux Roland Frisque                 | Carine Verachtert Corinne D'Hondt              | Norbert Van de Walle (nl) Marie-France Germiat |
| 1979  |                            | Daniel Nassaux             | Marie-France Germiat        | Didier Leroy Luc Dandoy                       | Carine Verachtert Corinne D'Hondt              | Norbert Van de Walle (nl) Marie-France Germiat |
| 1978  |                            | Daniel Nassaux             | Marie-France Germiat        | Daniel Nassaux Roland Frisque                 |                                                | Luc Driessens Carine Verachtert                |
| 1977  |                            | Romain Schalley            | Josiane Detaille-Cornelis   | Daniel Nassaux Roland Frisque                 | Carine Verachtert Corinne D'Hondt              | Daniel Nassaux Véronique Germiat               |
| 1976  |                            | Daniel Nassaux             | Josiane Detaille-Cornelis   | Romain Schalley Alex Rosmarin                 | Carine Verachtert Corinne D'Hondt              | Daniel Nassaux Véronique Germiat               |
| 1975  |                            | Frans Bekaert              | Marie-France Germiat        | Walter Dugardin Daniel Nassaux                | Marie-France Germiat Véronique Germiat         | Norbert Van de Walle (nl) Marie-France Germiat |
| 1974  |                            | Romain Schalley            | Marie-France Germiat        | Romain Schalley Romain Camus                  | Josiane Detaille-Cornelis Micheline Stas       | Franky Heylen Carine Verachtert                |
| 1973  |                            | Romain Schalley            | Josiane Detaille-Cornelis   | Norbert Van de Walle (nl) Dirk Roels          | Marie-France Germiat Véronique Germiat         | Gaston Detaille Josiane Detaille-Cornelis      |
| 1972  |                            | Norbert Van de Walle (nl)  | Josiane Detaille-Cornelis   | Frans Bekaert Frans Lanckman                  | Josiane Detaille-Cornelis Monique Vandenheuvel | Gaston Detaille Josiane Detaille-Cornelis      |
| 1971  |                            | Frans Lanckman             | Josiane Detaille-Cornelis   | Frans Bekaert Frans Lanckman                  | Micheline Stas Raymonde Lemort                 | Gaston Detaille Josiane Detaille-Cornelis      |
| 1970  |                            | José Baudry                | Josiane Detaille-Cornelis   | Frans Bekaert Frans Lanckman                  | Josiane Detaille-Cornelis Claire Oosterlinck   | Jacky Rahier Josiane Detaille-Cornelis         |
| 1969  |                            | Norbert Van de Walle (nl)  | Josiane Detaille-Cornelis   | Frans Bekaert Frans Lanckman                  | Josiane Detaille-Cornelis Claire Keppenne      | Norbert Van de Walle (nl) Claire Keppenne      |
| 1968  |                            | Norbert Van de Walle (nl)  | Micheline Stas              | Norbert Van de Walle (nl) Pierre Juliens (de) | Josiane Detaille-Cornelis Viviane Stas         | Norbert Van de Walle (nl) Claire Keppenne      |
| 1967  |                            | Norbert Van de Walle (nl)  | Josiane Detaille-Cornelis   | Norbert Van de Walle (nl) Pierre Juliens (de) | Josiane Detaille-Cornelis Viviane Stas         | Maurice Cornil Claudine Collignon              |
| 1966  |                            | Norbert Van de Walle (nl)  | Josiane Detaille-Cornelis   | Norbert Van de Walle (nl) Pierre Juliens (de) | Josiane Detaille-Cornelis Marie-France Pétré   | Maurice Cornil Micheline Stas                  |
| 1965  |                            | Pierre Juliens (de)        | Marie-France Pétré          | Alain Cussac Paul Van Elewyck                 | Josiane Detaille-Cornelis Marie-France Pétré   | Maurice Cornil Micheline Stas                  |
| 1964  |                            | Norbert Van de Walle (nl)  | Marie-France Pétré          | Alain Cussac Paul Van Elewyck                 | Micheline Stas Viviane Stas                    | Pierre Juliens (de) Micheline Stas             |
| 1963  |                            | Pierre Juliens (de)        | Micheline Stas              | Alain Cussac Paul Van Elewyck                 | Micheline Stas Viviane Stas                    | Pierre Juliens (de) Josiane Detaille-Cornelis  |
| 1962  |                            | Pierre Juliens (de)        | Josiane Detaille-Cornelis   | Stan Vandermaelen Maurice Cornil              | Micheline Stas Viviane Stas                    | Pierre Juliens (de) Josiane Detaille-Cornelis  |
| 1961  |                            | Paul Bertrand              | Josiane Detaille-Cornelis   | Stan Vandermaelen Maurice Cornil              | Ghislaine Roland Josiane Detaille-Cornelis     | Georges Roland (de) Ghislaine Roland           |
| 1960  |                            | Walter Dugardin            | Josiane Detaille-Cornelis   | Walter Dugardin Louis Heremans                | Ghislaine Roland Mips Van Kampen               | Georges Roland (de) Ghislaine Roland           |
| 1959  |                            | Walter Dugardin            | Mady Van Heghe              | Guy Delabarre Paul Bertrand                   |                                                | Walter Dugardin Mips Van Kampen                |
| 1958  |                            | Walter Dugardin            | Ghislaine Roland            | Walter Dugardin Gustaaf Dugardin              | Mevis Van Gelder Claudine Collignon            | Walter Dugardin Mips Van Kampen                |
| 1957  |                            | Georges Roland (de)        | Mips Van Kampen             | Walter Dugardin Gustaaf Dugardin              | Ghislaine Roland Mady Van Heghe                | Walter Dugardin Mips Van Kampen                |
| 1956  |                            | Georges Roland (de)        | Ghislaine Roland            | Georges Roland (de) Pierre De Kemper          | Mitje Van Overloop Mips Van Kampen             | Walter Dugardin Mips Van Kampen                |
| 1955  |                            | Guy Delabarre              | Josée Wouters               | Guy Delabarre Paul Bertrand                   | Mitje Van Overloop Mips Van Kampen             | Pierre De Kemper Mady Van Heghe                |
| 1954  |                            | Georges Roland (de)        | Josée Wouters               | Georges Roland (de) Pierre De Kemper          | Mary Detournay Josée Wouters                   | Jean Buyens Mary Detournay                     |
| 1953  |                            | Pierre De Kemper           | Josée Wouters               | Pierre Buyens Paul Egerickx                   | Mary Detournay Josée Wouters                   | Jean Buyens Mary Detournay                     |
| 1952  |                            | Jean Buyens                | Mary Detournay              | Guy Delabarre Paul Bertrand                   | Mary Detournay Josée Wouters                   | Georges Roland (de) Ghislaine Roland           |
| 1951  |                            | Pierre De Kemper           | Ghislaine Roland            | Georges Roland (de) Pierre De Kemper          | Mary Detournay Josée Wouters                   | Georges Roland (de) Ghislaine Roland           |
| 1950  |                            | Guy Delabarre              | Josée Wouters               | Georges Roland (de) Pierre De Kemper          | Ghislaine Roland Yvonne Delabarre              | Georges Roland (de) Ghislaine Roland           |
| 1949  |                            | Roger Lejeune              | Mary Detournay              | Georges Roland (de) Pierre De Kemper          | Mary Detournay Eliane Bolle                    | Georges Roland (de) Ghislaine Roland           |
| 1948  |                            | Roger Lejeune              | Mary Detournay              | Emile Dieu Guy Delabarre                      | Mary Detournay Yvonne Delabarre                | Roger Lejeune Jeanne Declercq                  |
| 1947  |                            | Roger Lejeune              | Mary Detournay              | Roger Lejeune André Staf                      | Mary Detournay Yvonne Delabarre                | Georges Roland (de) Ghislaine Roland           |
| 1946  |                            | Roger Lejeune              | Mary Detournay              |                                               |                                                |                                                |
| 1945  |                            | Non attribué/disputé       | Non attribué/disputé        | Non attribué/disputé                          | Non attribué/disputé                           | Non attribué/disputé                           |
| 1944  |                            | Roger Lejeune              | Marie-Antoinette Leurquin   | Guy Delabarre Pierre Geenen                   | Mary Detournay Josée Wouters                   | Roger Lejeune Jeanne Declercq                  |
| 1943  |                            | Ernest Weltjens            | Marie-Antoinette Leurquin   | Emile Dieu Alphonse Roelant                   | Mary Detournay Jeanne Declercq                 | Charles Dohmen Madeleine Sauvenière            |
| 1942  |                            | Raymond Evalenko           | Jeanne Declercq             | Jean Melis Jean Buyens                        | Mary Detournay Jeanne Declercq                 | Max Kahn Jeanne Declercq                       |
| 1941  |                            | Max Kahn                   | Mady Reuter                 |                                               |                                                |                                                |
| 1940  |                            | André Staf                 | Eliane Bolle                | Raymond Evalenko Robert Gysels                | Jeanne Declercq Nelly Makar                    | Raymond Evalenko Ninie Degryse                 |
| 1939  |                            | Pierre Lebrun              | Dolly Coucke                | Raymond Evalenko Robert Gysels                | Mary Detournay Dolly Coucke                    | Raymond Evalenko Brigitte Defosse              |
| 1938  |                            | André Staf                 | Dolly Coucke                | Roger Lejeune André Staf                      | Dolly Coucke Maggy Schall                      | Roger Lejeune Louise Beaudegnies               |
| 1937  |                            | Roger Lejeune              | Mary Detournay              | Roger Lejeune Omer Boudin                     | Mary Detournay Brigitte Defosse                | Roger Lejeune Ninie Degryse                    |
| 1936  |                            | André Staf                 | Marie-Josée Evrard          | André Staf Jacques des Essarts                | Mary Detournay Brigitte Van Schelle            | B. Deffosse Brigitte Van Schelle               |
| 1935  |                            | Max Khan                   | Marcelle Zweiffel           | Max Khan Jacques Wenture                      | Ninie Degryse Denise Bernheim                  | Roger Lejeune Mariette Servais                 |
| 1934  |                            | Maurice Plumier            | Cranz                       |                                               |                                                |                                                |
| 1933  |                            | Robert Eymal               | Marguerite Dumonceau        |                                               |                                                |                                                |
| 1932  |                            | Robert Eymal               | Marguerite Dumonceau        |                                               |                                                |                                                |

### Palmarès de la catégorie Jeunes[4],[10]

#### Simples
| Année | Lieu                       | Simple Messieurs           | Simple Messieurs           | Simple Messieurs           | Simple Messieurs           | Simple Messieurs           | Simple Messieurs           | Simple Dames               | Simple Dames               | Simple Dames               | Simple Dames               | Simple Dames               | Simple Dames               |
| Année | Lieu                       | - 21                       | - 19                       | Juniors                    | Cadets                     | Minimes                    | Pré-minimes                | - 21                       | - 19                       | Juniores                   | Cadettes                   | Minimes                    | Pré-minimes                |
| ----- | -------------------------- | -------------------------- | -------------------------- | -------------------------- | -------------------------- | -------------------------- | -------------------------- | -------------------------- | -------------------------- | -------------------------- | -------------------------- | -------------------------- | -------------------------- |
| 2025  | Louvain-la-Neuve           | -                          | Tom Closset                | Maxime Degive              | Noan Piette                | Edouard Gerson             | Timo Hennaut               | -                          | Elea Colot                 | Lilou Massart              | Temperance Tang            | Temperance Tang            | Capucine Housiaux          |
| 2024  | Louvain-la-Neuve           | -                          | Alessi Massart             | Tom Closset                | Matt Closset               | Noan Piette                | Florian Cambier            | -                          | Sara Devos                 | Lilou Massart              | Lessia Lewyckyj            | Yasmine Coryn              | Ella Vermandel             |
| 2023  | Louvain-la-Neuve           | -                          | Gabriel Stanescu           | Tom Closset                | Charles Janssens           | Matt Closset               | Sam Vandenbulcke           | -                          | Marine Brico               | Lilou Massart              | Lilly Laffineur            | Ella Aelst                 | Temperance Tang            |
| 2022  | Louvain-la-Neuve           | Wouter Devue               | -                          | Louis Laffineur            | Per Gevers                 | Maxime Degive              | Antoine Leleux             | Morgane Guidon             | -                          | Julie Van Hauwaert         | Lilou Massart              | Lessia Lewyckyj            | Cato Verleye               |
| 2021  | Championnats non disputés. | Championnats non disputés. | Championnats non disputés. | Championnats non disputés. | Championnats non disputés. | Championnats non disputés. | Championnats non disputés. | Championnats non disputés. | Championnats non disputés. | Championnats non disputés. | Championnats non disputés. | Championnats non disputés. | Championnats non disputés. |
| 2020  | Louvain-la-Neuve           | Nicolas Marchal            | -                          | Adrien Rassenfosse         | Tom Closset                | Per Gevers                 | Maxime Degive              | Laurane Hackemack          | -                          | Estelle Duvivier           | Julie Van Hauwaert         | Oriane Janes               | Lessia Lewyckyj            |
| 2019  |                            | Nicolas Marchal            | -                          | Adrien Rassenfosse         | Louis Laffineur            | Tom Closset                | Vitja Lutsenko             | Margo Degraef              | -                          | Estelle Duvivier           | Sara Devos                 | Eloïse Duvivier            | Lilly Laffineur            |
| 2018  |                            | Arthur Bilas               | -                          | Laurens Devos              | Adrien Rassenfosse         | Nolan Lerat                | Maxence Maka               | Margo Degraef              | -                          | Jana Bernard               | Estelle Duvivier           | Julie Van Hauwaert         | Lilou Massart              |
| 2017  |                            | Valentin Stapelle          | -                          | Laurens Devos              | Nicolas Degros             | Louis Laffineur            | Xavier Wats                | Nathalie Marchetti (en)    | -                          | Lisa Lung (de)             | Laurie Grard               | Candice Lardinois          | Eloïse Duvivier            |
| 2016  |                            | Florian Van Acker (en)     | -                          | Nicolas Marchal            | Adrien Rassenfosse         | Nicolas Degros             | Nolan Lerat                | Marie Maesen               | -                          | Eline Loyen                | Maelys Dahy                | Estelle Duvivier           | Soléane Anciaux            |
| 2015  |                            | Jasper Marckx              | -                          | Thibaut Darcis             | Romain Gaspar              | Adrien Rassenfosse         | Louis Laffineur            | Nathalie Marchetti (en)    | -                          | Eline Loyen                | Natacha Koszulap           | Estelle Duvivier           | Soléane Anciaux            |
| 2014  | Blegny                     | Pierre-Yves Lemaître       | -                          | Martin Allegro             | Romain Gaspar              | Max Lermusiaux             | Adrien Rassenfosse         | Emeline Baume              | -                          | Nathalie Marchetti (en)    | Lisa Lung (de)             | Jana Bernard               | Estelle Duviver            |
| 2013  |                            | Ludovic Bierny             | -                          | Florent Lambiet            | Thibaut Darcis             | Laurens Devos              | Adrien Rassenfosse         | Emeline Baume              | -                          | Nathalie Marchetti (en)    | Eline Loyen                | Natacha Koszulap           | Maelys Dahy                |
| 2012  |                            | Gaëtan Swartenbrouckx      | -                          | Robin Devos                | Romain Lambiet             | Florian Cnudde             | Quentin Jacques            | Jennifer Tasia             | -                          | Alison Georis              | Eline Loyen                | Lisa Lung (de)             | Jana Bernard               |
| 2011  |                            | Ludovic Bierny             | -                          | Cedric Nuytinck            | Martin Allegro             | Vincent Van Hoven          | Laurens Devos              | Margaux Martos-Sanchez     | -                          | Jennifer Tasia             | Nathalie Marchetti (en)    | Laurane Hackemack          | Natacha Koszulap           |
| 2010  |                            | Florent Lamoque            | -                          | Lauric Jean                | Florent Lambiet            | Anthony Deceuninck         | Florian Cnudde             | Johanna Princen            | -                          | Jennifer Tasia             | Evi Janssens               | Florence Van Acker         | Natacha Koszulap           |
| 2009  |                            | Florent Lamoque            | -                          | Lauric Jean                | Emilien Vanrossomme        | Martin Allegro             | Pierre-Antoine Diouf       | Laurence Junker            | -                          | Jennifer Tasia             | Alison Georis              | Audrey Comein              | Eline Loyen                |
| 2008  |                            | Maxi Guyot                 | -                          | Florent Lamoque            | Cedric Nuytinck            | Guillaume Emmanuel Diouf   | Antony Deceuninck          | Laurence Junker            | -                          | Margaux Martos-Sanchez     | Justine Doffigny           | Audrey Comein              | Eline Loyen                |
| 2007  |                            | Kilomo Vitta               | -                          | Florent Lamoque            | Cedric Nuytinck            | Emilien Vanrossomme        | Valentin Stapelle          | Laurence Junker            | -                          | Johanna Princen            | Margaux Martos-Sanchez     | Alison Georis              | Giulia Hansen              |
| 2006  |                            | Vincent Lambillotte        | -                          | Maxime Lagneaux            | Lauric Jean                | Emilien Vanrossomme        | Guillaume Diouf            | Laurence Junker            | -                          | Cindy Indeherberg          | Lisiane Christian          | Jennifer Tasia             | Giulia Hansen              |
| 2005  |                            | Anthony Maeck              | -                          | Kilomo Vitta               | Yves Goyens                | Lauric Jean                | Emilien Vanrossomme        | Ilse Sallaerts             | -                          | Laurence Junker            | Charlène Schouleur         | Fanny Heine                | Alison Georis              |
| 2004  |                            | Willem Voets               | -                          | Tom Van Schil              | Sébastien Hettman          | Lauric Jean                | Cedric Nuytinck            | Ilse Sallaerts             | -                          | Laurence Junker            | Romy Borbouse              | Justine Lhermitte          | Moly Borbouse              |
| 2003  |                            | Anthony Maeck              | -                          | Tom Van Schil              | Benjamin Rogiers           | Yves Goyens                | Lauric Jean                | Anne-Lise Prevot           | -                          | Laurence Junker            | Kristel Van Den Bergh      | Charlène Schouleur         | Fanny Heine                |
| 2002  |                            | Bram Janssens              | -                          | Julien Boniver             | Amaury Delhez              | Benjamin Rogiers           | Lauric Jean                | Karen Opdencamp (nl)       | -                          | Claire Detrigne            | Géraldine Sepult           | Charlène Schouleur         | Margaux Martos-Sanchez     |
| 2001  |                            | Bram Janssens              | -                          | Hervé Delporte             | Amaury Delhez              | Maxime Lagneaux            | Sébastien Hettman          | Karen Reginster            | -                          | Carol Detrigne             | Laurence Junker            | Romy Borbouse              | Sara Rosseel               |
| 2000  |                            | Tim Janssens               | -                          | Hervé Delporte             | Willem Voets               | Amaury Delhez              | Benjamin Rogiers           | Karen Reginster            | -                          | Carol Detrigne             | Laurence Junker            | Géraldine Sépult           | Audrey Delhez              |
| 1999  |                            | Cédric Merchez             | -                          | Matthieu Peruffo           | Philippe Verbeurgt         | Amaury Delhez              | Julien Debrulle            | Karen Reginster            | -                          | Carol Detrigne             | Sylvie Brantz              | Laurence Junker            | Cindy Indeherberg          |
| 1998  |                            | Davy Vanvinckenroye        | -                          | Damien Delobbe             | Yohan Warnon               | Yannick Vostes             | Amaury Delhez              | Karen Reginster            | -                          | Karen Opdencamp (nl)       | Carol Detrigne             | Claire Detrigne            | Jolien Devriese            |

#### Doubles
| Année | Lieu                       | Double messieurs                           | Double messieurs                       | Double messieurs                  | Double messieurs                    | Double messieurs                        | Double messieurs                        | Double dames                                     | Double dames                 | Double dames                                     | Double dames                          | Double dames                           | Double dames                          | Double mixte                              | Double mixte                        | Double mixte                              | Double mixte                                     | Double mixte                          | Double mixte                              |
| Année | Lieu                       | - 21                                       | - 19                                   | J                                 | C                                   | M                                       | PM                                      | - 21                                             | - 19                         | J                                                | C                                     | M                                      | PM                                    | - 21                                      | - 19                                | J                                         | C                                                | M                                     | PM                                        |
| ----- | -------------------------- | ------------------------------------------ | -------------------------------------- | --------------------------------- | ----------------------------------- | --------------------------------------- | --------------------------------------- | ------------------------------------------------ | ---------------------------- | ------------------------------------------------ | ------------------------------------- | -------------------------------------- | ------------------------------------- | ----------------------------------------- | ----------------------------------- | ----------------------------------------- | ------------------------------------------------ | ------------------------------------- | ----------------------------------------- |
| 2025  | Louvain-la-Neuve           | -                                          | Tom Closset Matt Closset               | Noah Genart Maxime Degive         | Noan Piette Alexandre Pire          | Julian Dedeken Florian Cambier          | Jean-Michel Dupuis Bulambo Léo Hu       | -                                                | Eloïse Duvivier Eléa Colot   | Lilou Massart Alicia Warrand                     | Juliette Dedecker Nina Hazee          | Ella Ermandel Lore Goethals            | Marie Bettonville Noelia Pidre Rivera | -                                         | Noa Baekelandt Eloïse Duvivier      | Vitja Lutsenko Lessia Lewyckyj            | Noa Volvert Juliette Dedecker                    | Sam Vandenbulcke Rosie Wacheul        | Jean-Michel Dupuis Bulambo Tessa Rifflart |
| 2024  | Louvain-la-Neuve           | -                                          | Matthias Vanvinckenroye Floris Surmont | Tom Closset Matt Closset          | Maxime Degive Noah Genart           | Noan Piette Alexandre Pire              | Florian Cambier Mathéo Maeck Delvaux    | -                                                | Lilou Massart Eléa Colot     | Lilly Laffineur Anaïs Romain                     | Lessia Lewyckyj Kathe De Meyer        | Cato Verleye Ilke Goethals             | Ella Vermandel Lore Goethals          | -                                         | Beligdorg Svren Clémentine Poncelet | Pepijn Surmont Gitte Gregoor              | Manoé Jasinski Lilly Vandenbulcke                | Joppe Moorkens Emma Leysens           | Oscar Franckinioulle Chloé Decloux        |
| 2023  | Louvain-la-Neuve           | -                                          | Beligdorg Svren Jérémy Coste           | Maxime Degive Tom Lambiet         | Charles Janssens Noah Genart        | Matt Closset Bryan Zhang Ziqian         | Julian De Deken Florian Cambier         | -                                                | Marine Brico Cilia Vermeiren | Julie Van Hauwaert Sara Devos                    | Lotte Nuyttens Lessia Lewyckyj        | Juliette Dedecker Nina Hazée           | Rosie Wacheul Lilou Dantinne          | -                                         | Noah Di Pietro Marine Brico         | Noa Baekelandt Eloïse Duvivier            | Hugo Collard Lilly Laffineur                     | Noan Piette Yasmine Coryn             | Sam Vandenbulcke Rosie Wacheul            |
| 2022  | Louvain-la-Neuve           | Jimmy Marcoux Xavier Noël                  | -                                      | Alessi Massart Denis Nguyen       | Per Gevers Maxence Maka             | Maxime Degive Caleb Coulon              | Noan Piette Alexandre Pire              | Maelys Dahy Eléa Colot                           | -                            | Candice Lardinois Eloïse Duvivier                | Lilou Massart Eléa Bureau             | Ilena Sanna Alicia Warrand             | Charlotte Rifflart Chloé Geeroms      | Thibaut J'Espère Morgane Guidon           | -                                   | Louis Laffineur Candice Lardinois         | Per Gevers Gitte Gregoor                         | Noah Genart Alicia Warrand            | Noan Piette Yasmine Coryn                 |
| 2021  | Championnats non disputés. | Championnats non disputés.                 | Championnats non disputés.             | Championnats non disputés.        | Championnats non disputés.          | Championnats non disputés.              | Championnats non disputés.              | Championnats non disputés.                       | Championnats non disputés.   | Championnats non disputés.                       | Championnats non disputés.            | Championnats non disputés.             | Championnats non disputés.            | Championnats non disputés.                | Championnats non disputés.          | Championnats non disputés.                | Championnats non disputés.                       | Championnats non disputés.            | Championnats non disputés.                |
| 2020  | Louvain-la-Neuve           | Nicolas Marchal Florian Antoine            | -                                      | Nicolas Degros Louis Laffineur    | Xavier Wats Alessi Massart          | Per Gevers Vitja Lutsenko               | Thomas Vertommen Jamie Eling            | Lauranne Hackemack Perrine Clement               | -                            | Marion Renuart Gwenola Potier                    | Julie Van Hauwaert Sara Devos         | Lilou Massart Eléa Bureau              | Lessia Lewyckyj Kathe De Meyer        | Nicolas Marchal Margaux Tschirr           | -                                   | Nicolas Degros Estelle Duvivier           | Alessi Massart Lilou Massart                     | Thomas Laruelle Eléa Bureau           | Ryan D'Hertefelt Kathe De Meyer           |
| 2019  |                            | Pieter-Jan Corteel Jeroen Van Hoecke       | -                                      | Ivan Boitquin Nolan Lerat         | Louis Laffineur Tim Giltia          | Mathis Douin Maxence Maka               | Noa Baekelandt Hugo Collard             | Margo Degraef Isabel Devos                       | -                            | Estelle Duvivier Elodie Bossut                   | Julie Van Hauwaert Sara Devos         | Maria Kovtoun Lauren Colla             | Lilly Laffineur Anais Romain          | Jules D'Hollander Margo Degraef           | -                                   | Louis Laffineur Clémentine Giltia         | Fabian Werner Julie Van Hauwaert                 | Xavier Wats Lilou Massart             | Hugo Collard Lilly Laffineur              |
| 2018  |                            | Corentin Michel Bastien Devezon            | -                                      | Laurens Devos Olav Kosolosky      | Nicolas Degros Louis Laffineur      | Nolan Lerat Xavier Wats                 | Noa Baekelandt Hugo Collard             | Lisa Lung (de) Marie Maesen                      | -                            | Jana Bernard Lola Sion                           | Estelle Duvivier Aude Everard         | Julie Van Hauwaert Sara Devos          | Lilou Massart Eléa Bureau             | Jules D'Hollander Margo Degraef           | -                                   | Quentin Jacques Natacha Koszulap          | Nicolas Degros Estelle Duvivier                  | Alessi Massart Camille Hannot         | Emilien Piedbœuf Clara Ceulemans          |
| 2017  |                            | David Henkens Ken Waegeman                 | -                                      | Laurens Devos Olav Kosolosky      | Boris Dobbelstein Mattias Nacer     | Nolan Lerat Alessi Massart              | Maxence Maka Emilien Piedbœuf           | Lauranne Hackemack Florence Van Acker            | -                            | Natacha Koszulap Morgane Guidon                  | Elodie Bossut Awa Sow                 | Soléane Anciaux Manon Detienne         | Eloïse Duvivier Norah Braidotti       | Arthur Bilas Lauranne Hackemack           | -                                   | David Comeliau Maëlle Joiris              | Nicolas Degros Estelle Duvivier                  | Louis Laffineur Soléane Anciaux       | Hugo Collard Eloïse Duvivier              |
| 2016  |                            | Jan Poel Vincent Smets                     | -                                      | Thibaut Darcis Nicolas Marchal    | David Comeliau Adrien Rassenfosse   | Nicolas Degros Tim Giltia               | Nolan Lerat Alessi Massart              | Lauranne Hackemack Florence Van Acker            | -                            | Natacha Koszulap Morgane Guidon                  | Jana Bernard Lola Sion                | Estelle Duvivier Aude Everard          | Soléane Anciaux Manon Detienne        | Maxim Janik Eline Loyen                   | -                                   | Romain Gaspar Morgane Guidon              | David Comeliau Maëlle Joiris                     | Nicolas Degros Estelle Duvivier       | Tim Giltia Manon Detienne                 |
| 2015  |                            | Jan Poel Vincent Smets                     | -                                      | Thibaut Darcis Nicolas Marchal    | Romain Gaspar Jérôme Pirard         | Boris Dobbelstein Nicolas Degros        | Lucas Hauterat Nicolas Alland           | Nathalie Marchetti (en) Anne-Catherine Godefroid | -                            | Lisa Lung (de) Marie Maesen                      | Natacha Koszulap Morgane Guidon       | Marion Renuart Margaux Gossiaux        | Soléane Anciaux Manon Detienne        | Valentin Stapelle Nathalie Marchetti (en) | -                                   | Maxim Janik Eline Loyen                   | Florian Antoine Natacha Koszulap                 | Nicolas Degros Estelle Duvivier       | Tim Giltia Manon Detienne                 |
| 2014  | Blegny                     | David Henkens Sander Moeys                 | -                                      | Valentin Stapelle Basil Ayaou     | Romain Gaspar Jérôme Pirard         | David Comeliau Adrien Rassenfosse       | Louis Dion Charles Marquis              | Stéphanie Placet Jennifer Hermans                | -                            | Lauranne Hackemack Florence Van Acker            | Estelle Van Acker Julie Pirard        | Jana Bernard Lola Sion                 | Estelle Duvivier Aude Everard         | Pierre-Yves Lemaître Maïté Heyeres        | -                                   | Basil Ayaou Lauranne Hackemack            | Florian Antoine Natacha Koszulap                 | David Comeliau Maëlle Joiris          | Nicolas Degros Estelle Duvivier           |
| 2013  |                            | Maxim Buskens Luk Mertens                  | -                                      | Bruno Firquet Benjamin Dejong     | Thibaut Darcis Nicolas Marchal      | Quentin Jacques Florian Antoine         | Olav Kosolosky Xander Daemers           | Emeline Baume Mélissa Maes                       | -                            | Nathalie Marchetti (en) Anne-Catherine Godefroid | Eline Loyen Lisa Lung (de)            | Natacha Koszulap Morgane Guidon        | Maelys Dahy Marion Renuart            | Filip Cluyts Marie Maesen                 | -                                   | Jan Poel Lisa Lung (de)                   | Basil Ayaou Lauranne Hackemack                   | Laurens Devos Lindsay De Vos          | Olav Kosolosky Maura Heyndrickx           |
| 2012  |                            | Gaëtan Swartenbrouckx Pierre-Yves Lemaître | -                                      | Robin Devos Robin De Clercq       | Romain Lambiet Arthur Bilas         | Julien Beauquenne Valentin Pieraert     | Max Lermusiaux Maxence Deketele         | Rebecca Gerrits Katrien Van Doninck              | -                            | Nathalie Marchetti (en) Anne-Catherine Godefroid | Lauranne Hackemack Florence Van Acker | Lisa Lung (de) Lies Uyttebroek         | Anna Shishkina Famke Dewachter        | Gaëtan Swartenbrouckx Jennifer Tasia      | -                                   | Valentin Stapelle Nathalie Marchetti (en) | Bruno Firquet Florence Van Acker                 | Robin Beliën Lisa Lung (de)           | Théo Legrand Jana Bernard                 |
| 2011  |                            | Julien Renard Quentin Poncelet             | -                                      | Robin Devos Lauren Enghien        | Anthony Deceuninck Jasper Merckx    | Pierre Jenchenne Basil Ayaou            | Florian Antoine Quentin Jacques         | Kateline Stassart Sabine Laurier                 | -                            | Jennifer Tasia Alison Georis                     | Lauranne Hackemack Florence Van Acker | Eline Loyen Mariella Lambrechts        | Natacha Koszulap Ambre Baugnée        | Julien Renard Margaux Martos-Sanchez      | -                                   | Cedric Nuytinck Tessa Janssens            | Arthur Bilas Florence Van Acker                  | Pierre Jenchenne Lauranne Hackemack   | Florian Antoine Natacha Koszulap          |
| 2010  |                            | Julien Renard Quentin Poncelet             | -                                      | Cedric Nuytinck Ludovic Bierny    | Anthony Deceuninck Tim Gesquiere    | Tom Oliver Raphaël Leroy                | Florian Cnudde Antoine Vangottom        | Chloé Doffigny Justine Doffigny                  | -                            | Jennifer Tasia Alison Georis                     | Nathalie Marchetti (en) Emilie Déom   | Florence Van Acker Lauranne Hackemack  | Natacha Koszulap Valentine Vermeulen  | Florent Lamoque Gabriella Vinci           | -                                   | Quentin Poncelet Justine Doffigny         | Guillaume-Emmanuel Diouf Nathalie Marchetti (en) | Anthony Deceuninck Delfien Marijsse   | Florian Cnudde Lindsay De Vos             |
| 2009  |                            | Jonathan Junius François Remouchamps       | -                                      | Cedric Nuytinck Ludovic Bierny    | Jan Poel David Henkens              | Tim Gesquiere Anthony Deceuninck        | Pierre-Antoine Diouf Thibaut Darcis     | Caroline Van Kerm Stéphanie Cabrera              | -                            | Alison Georis Jennifer Tasia                     | Maurane Georis Noémie Ancion          | Nathalie Marchetti (en) Victoria Guido | Margo Degraef Chelsea Pellens         | Florent Lamoque Laurence Junker           | -                                   | Quentin Poncelet Justine Doffigny         | Robin Devos Lynn Crauwels                        | Boris Lobet Maurane Georis            | Vincent Van Hoven Margo Degraef           |
| 2008  |                            | Maxime Guyot Maxime Barbier                | -                                      | Sébastien Hettman Julien Dehaes   | Emilien Vanrossomme Robin Saudemont | Florent Lambiet Valentin Stapelle       | Denis Bauduin Antoine Huaux             | Romy Borbouse Perrine Collard                    | -                            | Fanny Heine Lisiane Christian                    | Alison Georis Jennifer Tasia          | Kaat Barbaix Evi Janssens              | Lauranne Hackemack Anaïs Lambiet      | Damien Robert Romy Borbouse               | -                                   | Steve Bovenisty Annlyse Bourgeois         | Quentin Poncelet Emeline Baume                   | Valentin Hostaux Audrey Comein        | Maxim Janik Eline Loyen                   |
| 2007  |                            | Bérenger Servais Damien Robert             | -                                      | Florent Lamoque Steve Bovenisty   | Julien Indeherberg Loïc Ferire      | Emilien Vanrossomme Robin Saudemont     | Martin Allegro Josuha Capuzzo           | Cindy Indeherberg Laure Baguette                 | -                            | Romy Borbouse Perrine Collard                    | Frédérique Paring Jennifer Tasia      | Mélanie Gillaux Audrey Comein          | Giulia Hansen Florence Van Acker      | Julien Genart Caroline Baligant           | -                                   | Florent Lamoque Gabriella Vinci           | Loïc Ferire Fanny Heine                          | Emilien Vanrossomme Coralie Lizin     | Valentin Stapelle Giulia Hansen           |
| 2006  |                            | Bérenger Servais Damien Robert             | -                                      | Florent Lamoque Steve Bovenisty   | Julien Renard Rony Byloo            | Julien Indeherberg Pierre-Yves Lemaître | Jérémy Parotte Valentin Stapelle        | Laurence Junker Laure Baguette                   | -                            | Gabriella Vinci Annlyse Bourgeois                | Justine Lhermitte Valérie Brumenil    | Chloé Doffigny Emeline Baume           | Noémie Ancion Emilie Déom             | Vincent Van Loo Perrine Collard           | -                                   | Maxime Lagneaux Charlène Schouleur        | François Remouchamps Marine Froidbise            | Julien Indeherberg Maïté Heyeres      | Valentin Stapelle Giulia Hansen           |
| 2005  |                            | Dominiek Depuydt Jeroen Verheecke          | -                                      | Christian Blondeau Thibaut Beghin | Sébastien Hettman Cédrin Guilmin    | Victor Lobet Bastien Hennon             | Emilien Vanrossomme Robin Saudemont     | Stéphanie Preud'homme Joanna Hayon               | -                            | Laurence Junker Gabriella Vinci                  | Charlotte Boulanger Céline Lucas      | Fanny Heine Carole Xhonneux            | Julie Formatin Giulia Hansen          | Patrick Deblon Laure Baguette             | -                                   | Kilomo Vitta Kristel Van den Bergh        | Sébastien Hettman Charlotte Boulanger            | Loïc Ferire Fanny Heine               | Julie Formatin Giulia Hansen (???)        |
| 2004  |                            | Vincent Lambillotte Mathieu Monseux        | -                                      | Tom Van Schil Frederik Wouters    | Sébastien Hettman Maxime Guyot      | Christophe Gérard Valentin Dethise      | Julien Indeherberg Pierre-Yves Lemaître | Laeticia Ganty Anne-Lise Prevot                  | -                            | Cindy Indeherberg Laurence Junker                | Sabine Laurier Charlène Schouleur     | Leslie Bacquelaine Joy Origer          | Moly Borbouse Lesley Origer           | Sébastien Blondeau Anne-Lise Prevot       | -                                   | Thibaut Beghin Lindsay Allaert            | Sébastien Hettman Charlotte Boulanger            | Lauric Jean Margaux Martos-Sanchez    | Julien Indeherberg Maïté Heyeres          |
| 2003  |                            | Ludovic Adam Yannick Habay                 | -                                      | Willem Voets Tom Van Schil        | Benjamin Rogiers Maxime Lagneaux    | Antoine Prade Loïc Coenen               | Lauric Jean Quentin Poncelet            | Carol Detrigne Claire Detrigne                   | -                            | Laure Baguette Laurence Junker                   | Jolien De Vriese Mandy Franck         | Charlotte Boulanger Céline Lucas       | Frédérique Paring Valérie Brumenil    | Julien Warrand Caroline Massart           | -                                   | Amaury Delhez Laurence Junker             | Benjamin Rogiers Charlène Schouleur              | Sébastien Hettman Charlotte Boulanger | Lauric Jean Margaux Martos-Sanchez        |
| 2002  |                            | Hervé Eudier Julien Warrand                | -                                      | Willem Voets Tom Van Schil        | Arnaud Boulanger Ludovic Obert      | Benjamin Preud'homme Maxime Guyot       | Julien Renard Quentin Poncelet          | Caroline Massart Anne-Lise Prevot                | -                            | Laure Baguette Laurence Junker                   | Fanny Soudan Céline Vandenhende       | Audrey Delhez Christel Detrigne        | Margaux Martos-Sanchez Barbara Meurée | Gilles Hebert Florence Joseph             | -                                   | Tom Van Schil Ilse Sallaerts              | Kilomo Vitta Kristel Van den Bergh               | Sébastien Hettman Charlotte Rosart    | Lauric Jean Margaux Martos-Sanchez        |
| 2001  |                            | Hervé Eudier Olivier Desaulty              | -                                      | Hervé Delporte Julien Boniver     | Amaury Delhez Jonathan Junius       | Maxime Lagneaux Benjamin Rogiers        | Julien Dehaes Lauric Jean               | Caroline Massart Anne-Lise Prevot                | -                            | Carol Detrigne Claire Detrigne                   | Laurence Junker Elise Thiery          | Romy Borbouse Perrine Collard          | Marieka Wagemans Katrien Van Doninck  | Fabrice Diana Natacha Reginster           | -                                   | Hervé Delporte Carol Detrigne             | Amaury Delhez Laurence Junker                    | Thibaud Crespinet Romy Borbouse       | Yves Goyens Katrien Van Doninck           |
| 2000  |                            | Tim Janssens Bram Janssens                 | -                                      | Clément Hennaut Xavier Pireaux    | Yannick Vostes François Gobeaux     | Amaury Delhez Jonathan Junius           | Gaël Badoux Maxime Guyot                | Virginie Anciaux Bénédicte Martin                | -                            | Audrey Bouchard Clémentine Masy                  | Ilse Sallaerts Karolien Driesmans     | Vicky Ska Géraldine Sépult             | Charlène Schouleur Kateline Stassart  | Philippe Mans Evi Daems                   | -                                   | Hervé Delporte Carol Detrigne             | Amaury Delhez Laurence Junker                    | Christian Blondeau Céline Vandenhende | Gaël Badoux Charlotte Boulanger           |
| 1999  |                            | Michaël Uttilla Cédric Merchez             | -                                      | Yohan Warnon Mathieu Peruffo      | Yannick Vostes Romain Dandoy        | Amaury Delhez Jonathan Junius           | Maxime Lagneaux Benjamin Rogiers        | Natacha Reginster Laure Heinen                   | -                            | Laurie Delporte Carol Detrigne                   | Céline Postiau Mélanie Morazzini      | Laurence Junker Jessica Goblet         | Romy Borbouse Perrine Collard         | Olivier Dupuis Natacha Reginster          | -                                   | Mathieu Peruffo Sylvie Van Rintel         | Wouter Geladé Ilse Sallaerts                     | Amaury Delhez Laurence Junker         | Maxime Lagneaux Audrey Vaccin             |
| 1998  |                            | Davy Vanvinckenroye Tim Janssens           | -                                      | Grégory Obert Mathieu Peruffo     | Hervé Delporte Julien Boniver       | Yannick Vostes Joachim Colot            | Arnaud Boulanger Loïc Dandoy            | Carole Ghyselinck Virginie Van Branteghem        | -                            | Sylvie Van Rintel Caroline Massart               | Mélanie Delobbe Aline Guilmin         | Claire Detrigne Laurence Junker        | Jolien De Vriese Mandy Franck         | Christophe Closset Natacha Reginster      | -                                   | Grégory Obert Caroline Massart            | Yohan Warnon Florence Joseph                     | Amaury Delhez Laurence Junker         | Kilomo Vitta Kristel Van den Bergh        |

## Championnats par équipe - Interclubs
Les championnats Interclubs belges de tennis de table constituent une compétition par équipe organisée par la Fédération Royale Belge de Tennis de Table.

### Organisation[1]
En Belgique, les Interclubs occupent la plus grande partie du calendrier officiel de la fédération. Il s'agit d'un championnat par équipes qui se déroule de septembre à mi-mai. Les rencontres se jouent la plupart du temps le week-end.
Les équipes sont regroupées par série, les séries dans des divisions, et différentes divisions composent le niveau provincial, le niveau régional et enfin le niveau national. Au-dessus de la 1re division nationale se trouve la Superdivision. C'est la plus haute division : on y trouve les meilleurs joueurs évoluant en Belgique. L'ensemble forme donc un pyramide détaillée plus bas.
Un club peut aligner plusieurs équipes aux Interclubs, tout cela dépend du nombre de joueurs affiliés disponibles au club. Les clubs inscrivent leurs équipes avant le début de la saison, ils peuvent décider de ne pas réinscrire certaines de leurs équipes et peuvent également inscrire de nouvelles équipes qui devront alors débuter au bas de la pyramide. Les équipes portent le nom de leur club, suivi d'une lettre en fonction de leur niveau (A,B,C,D, etc., W, X, etc.) ou plus rarement un chiffre après passé la lettre Z (1,2,3 etc.). Les équipes de la Superdivision Messieurs ne suivent pas cette règle de dénomination.
Le composition des équipes doivent respecter, suivant des règles bien définies, la liste de force du club, c'est-à-dire la liste des joueurs ordonnés suivant le classement, en partant du meilleur classement.
En règle générale, à l'exception de la Superdivision et des certaines séries provinciales qui se limitent à 10 équipes, les séries complètes sont composées de 12 équipes, la compétition se déroule en 22 journées; chaque équipe participe à 11 matchs aller (durant la première demi-saison) et à 11 matchs retour (durant la seconde demi-saison), autrement dit 11 matchs en déplacement et 11 matchs en à domicile.
Les rencontres d'interclubs Messieurs se déroulent par équipes de 4 contre 4. Il y a 16 matchs simples en tout : chaque joueur d'une équipe affronte successivement les 4 joueurs de l'équipe adverse.
Les rencontres d'interclubs Dames, Vétérans et Jeunes se déroulent par équipes de 3 contre 3 avec un match supplémentaire disputé en double, soit au total 10 matchs.
Les interclubs en Superdivision Messieurs se jouent à 3 contre 3. Il y a 6 matchs en tout. Jusqu'en 2012-2013, il y avait également un match en double.
Chaque joueur joue pour sa fiche individuelle, mais aussi pour son équipe. Les résultats sont renseignés sur la feuille de match. Les matchs se jouent en 3 sets gagnants, le set étant remporté par le joueur qui atteint les 11 points avec 2 points d'écart.
À la fin des interclubs, les équipes championnes de leur série montent dans la division supérieure. Des règles déterminent le nombre d'équipes montantes et descendantes par division, ainsi que pour le passage au niveau régional et national. En fin de saison sont également organisés des matchs de barrage, qui permettent de déterminer des équipes montantes supplémentaires. Les barrages sont donc déterminants pour la montée, le maintien ou simplement la détermination d'un ordre de priorité à la montée afin de disposer de réserve en cas de désistement d'une équipe dans une division supérieure.

### Palmarès de la Superdivision messieurs

#### Classement final par saison
| Club                         | Région/Province    | 13-14              | 14-15              | 15-16              | 16-17              | 17-18              | 18-19              | 19-20 | 20-21 | 21-22              | 22-23              | 23-24              | 24-25              |
| ---------------------------- | ------------------ | ------------------ | ------------------ | ------------------ | ------------------ | ------------------ | ------------------ | ----- | ----- | ------------------ | ------------------ | ------------------ | ------------------ |
| TTC Sokah Hoboken            | Anvers             | Médaille d'argent  | Médaille d'argent  | Médaille de bronze | Médaille de bronze | Médaille de bronze | Médaille d'argent  | 1     | x     | Médaille de bronze | Médaille d'argent  | Médaille d'argent  | Médaille d'or      |
| PW Diest                     | Brabant flamand    | 7                  | 5                  | 6                  | 4                  | Médaille d'or      | Médaille d'or      | 1     | x     | Médaille d'or      | Médaille d'or      | Médaille d'or      | Médaille d'argent  |
| Palette Patria Castellinoise | Hainaut            | -                  | -                  | 7                  | 8                  | 4                  | 5                  | 5     | x     | Médaille d'argent  | Médaille de bronze | Médaille de bronze | Médaille de bronze |
| Royal Villette Charleroi     | Hainaut            | -                  | 8                  | 10                 | -                  | 8                  | 4                  | 8     | x     | 4                  | 5                  | 6                  | 4                  |
| Logis Auderghem TT           | Bruxelles-Capitale | Médaille d'or      | 6                  | Médaille d'or      | Médaille d'or      | 5                  | 8                  | 6     | x     | 6                  | 6                  | 7                  | 5                  |
| TTC Virton                   | Luxembourg         | Médaille de bronze | Médaille de bronze | Médaille d'argent  | Médaille d'argent  | Médaille d'argent  | Médaille de bronze | 1     | x     | 7                  | 7                  | 4                  | 6                  |
| TT Vedrinamur                | Namur              | 6                  | 4                  | 4                  | 7                  | 7                  | 5                  | 4     | x     | 8                  | 9                  | 5                  | 7                  |
| TT Don Bosco Tournai         | Hainaut            | -                  | 10                 | -                  | -                  | -                  | -                  | -     | -     | -                  | -                  | 9                  | 8                  |
| TTC Hasselt                  | Limbourg           | -                  | -                  | -                  | -                  | -                  | -                  | 9     | -     | -                  | 8                  | 8                  | -                  |
| CTT Royal Alpa               | Bruxelles-Capitale | -                  | -                  | 8                  | 6                  | 9                  | -                  | -     | x     | 5                  | 4                  | -                  | -                  |
| Hayon Etoile Basse-Sambre    | Namur              | 5                  | 7                  | 9                  | 9                  | -                  | 9                  | -     | x     | 9                  | 10                 | -                  | -                  |
| CTT Tiège                    | Liège              | 8                  | 9                  | -                  | -                  | -                  | 7                  | 7     | x     | 10                 | -                  | -                  | -                  |
| TTC Schulen                  | Limbourg           | -                  | -                  | -                  | -                  | -                  | -                  | 10    | -     | -                  | -                  | -                  | -                  |
| TTC Nodo Ekeren              | Anvers             | 4                  | Médaille d'or      | 5                  | 7                  | 6                  | 10 (fg)            | -     | -     | -                  | -                  | -                  | -                  |
| CAJ-MIR Saint-Ghislain       | Hainaut            | -                  | -                  | -                  | -                  | 10                 | -                  | -     | -     | -                  | -                  | -                  | -                  |
| Royal CTT Astrid Herstal     | Liège              | -                  | -                  | -                  | 10                 | -                  | -                  | -     | -     | -                  | -                  | -                  | -                  |
| TTK Dylan Berlaar            | Anvers             | 9                  | -                  | -                  | -                  | -                  | -                  | -     | -     | -                  | -                  | -                  | -                  |

#### Palmarès[15]
| - 2025 : TTC Sokah Hoboken - 2024 : PW Diest - 2023 : PW Diest - 2022 : PW Diest - 2021 : Saison arrêtée dû à la crise de la Covid-19. - 2020 : Saison arrêtée dû à la crise de la Covid-19. - 2019 : PW Diest - 2018 : PW Diest - 2017 : Le Logis Auderghem TT - 2016 : Le Logis Auderghem TT - 2015 : TTC Nodo Ekeren - 2014 : Le Logis Auderghem TT - 2013 : Le Logis Auderghem TT - 2012 : Royal Villette Charleroi - 2011 : Royal Villette Charleroi - 2010 : Royal Villette Charleroi - 2009 : Royal Villette Charleroi - 2008 : Royal Villette Charleroi - 2007 : Royal Villette Charleroi - 2006 : Royal Villette Charleroi - 2005 : Royal Villette Charleroi - 2004 : Royal Villette Charleroi - 2003 : Royal Villette Charleroi - 2002 : Royal Villette Charleroi - 2001 : Royal Villette Charleroi - 2000 : Royal Villette Charleroi - 1999 : Royal Villette Charleroi - 1998 : Royal Villette Charleroi - 1997 : Royal Villette Charleroi - 1996 : Royal Villette Charleroi | - 1995 : Royal Villette Charleroi - 1994 : Royal Villette Charleroi - 1993 : Royal Villette Charleroi - 1992 : Royal Villette Charleroi - 1991 : Royal Villette Charleroi - 1990 : Royal Villette Charleroi - 1989 : Royal Villette Charleroi - 1988 : Royal Villette Charleroi - 1987 : Royal Donald Heuseux - 1986 : Royal Villette Charleroi - 1985 : Royal Villette Charleroi - 1984 : Royal Villette Charleroi - 1983 : Royal Villette Charleroi - 1982 : Palette Ham - 1981 : Palette Ham - 1980 : Palette Ham - 1979 : KSC Maccabi Antwerpen - 1978 : Palette Ham - 1977 : KSC Maccabi Antwerpen - 1976 : CTT Rouillon - 1975 : TT Le Logis Boitsfort - 1974 : TT Le Logis Boitsfort - 1973 : KSC Maccabi Antwerpen - 1972 : KSC Maccabi Antwerpen - 1971 : KSC Maccabi Antwerpen - 1970 : KSC Maccabi Antwerpen - 1969 : CTT Royal Standard Liège - 1968 : KSC Maccabi Antwerpen - 1967 : CTT Royal Standard Liège - 1966 : CTT Royal Standard Liège - 1965 : CTT Royal Standard Liège | - 1964 : CTT Royal Standard Liège - 1963 : CTT Royal Standard Liège - 1962 : CTT Royal Standard Liège - 1961 : Palette XL Ixelles - 1960 : KSC Maccabi Antwerpen - 1959 : CPP La Palette Bruxelles - 1958 : KSC Maccabi Antwerpen - 1957 : CS Fleur Bleue - Triton's Bruxelles - 1956 : CS Fleur Bleue - Triton's Bruxelles - 1955 : CS Fleur Bleue - Triton's Bruxelles - 1954 : CS Fleur Bleue - Triton's Bruxelles - 1953 : CS Fleur Bleue Bruxelles - 1952 : CPP La Palette Bruxelles - 1951 : CPP La Palette Bruxelles - 1950 : CPP La Palette Bruxelles - 1949 : CS Fleur Bleue Bruxelles - 1948 : PP Villette Charleroi - 1947 : PP Villette Charleroi - 1946 : PP Villette Charleroi - 1945 : Pas de championnat - 1944 : Pas de champion - 1943 : Bonzo PPC Liège - 1942 : Triton's TTC Bruxelles - 1941 : Triton's TTC Bruxelles - 1940 : PP Villette Charleroi - 1939 : Albert 1er Bruxelles - 1938 : PP Villette Charleroi - 1937 : PP Villette Charleroi - 1936 : Excelsior Tournai - 1935 : CTT Bruxelles - 1934 : Cercle Saint-Sauveur Bruxelles - 1933 : PPC Liégeois |

#### Bilan par clubs
| Position | Club | Nombre de Titres | Saisons consécutives |
| -------- | ---- | ---------------- | -------------------- |
| -        | -    | -                | -                    |

### Palmarès de la Superdivision Dames

#### Classement final par saison
| Club                          | Région/Province     | 13-14              | 14-15              | 15-16              | 16-17              | 17-18              | 18-19              | 19-20   | 20-21 | 21-22              | 22-23              | 23-24              | 24-25              |
| ----------------------------- | ------------------- | ------------------ | ------------------ | ------------------ | ------------------ | ------------------ | ------------------ | ------- | ----- | ------------------ | ------------------ | ------------------ | ------------------ |
| KTTC AFP Antwerpen A          | Anvers              | 5                  | Médaille d'or      | Médaille d'or      | Médaille d'argent  | Médaille d'or      | Médaille d'or      | 2       | x     | Médaille de bronze | 5                  | Médaille de bronze | Médaille d'or      |
| Palette Neufvilles Senne A    | Hainaut             | -                  | -                  | -                  | -                  | 10                 | 9                  | 5       | x     | 4                  | Médaille d'argent  | Médaille d'argent  | Médaille d'argent  |
| Royal CTT Astrid Herstal A    | Liège               | Médaille d'argent  | Médaille d'argent  | 4                  | 6                  | 5                  | 4                  | 4       | x     | 5                  | 4                  | 7                  | Médaille de bronze |
| TTC Meerdaal Leuven A         | Brabant flamand     | -                  | -                  | -                  | -                  | -                  | -                  | -       | -     | -                  | 6                  | 9                  | 4                  |
| TT Vedrinamur A               | Namur               | 4                  | 6                  | 5                  | 4                  | Médaille de bronze | 7                  | 1       | x     | Médaille d'argent  | Médaille d'or      | Médaille d'or      | 5                  |
| TT Malonne A                  | Namur               | -                  | -                  | -                  | 9                  | 9                  | 10                 | 7       | x     | Médaille d'or      | Médaille de bronze | 5                  | 6                  |
| Logis Auderghem TT A          | Bruxelles-Capitale  | -                  | -                  | -                  | 12 (fg)            | -                  | -                  | -       | -     | -                  | -                  | 4                  | 7                  |
| Palette Neufvilles Senne B    | Hainaut             | -                  | -                  | -                  | -                  | -                  | -                  | -       | -     | -                  | -                  | 8                  | 8                  |
| TT Dinez A                    | Luxembourg          | -                  | 9                  | 7                  | 5                  | Médaille d'argent  | Médaille de bronze | 6       | x     | 6                  | 8                  | 6                  | 9                  |
| CTT Minerois A                | Liège               | Médaille d'or      | Médaille de bronze | Médaille de bronze | Médaille de bronze | 4                  | 11                 | -       | x     | 9                  | 11                 | -                  | 10                 |
| TT Dinez B                    | Luxembourg          | -                  | -                  | -                  | -                  | -                  | -                  | -       | -     | -                  | -                  | -                  | 11                 |
| Raquette Rouge Basècles A     | Hainaut             | -                  | -                  | -                  | -                  | -                  | -                  | -       | x     | 7                  | 7                  | 10                 | 12 (fg)            |
| Hayon Etoile Basse-Sambre A   | Namur               | -                  | -                  | 10                 | -                  | -                  | -                  | -       | x     | 8                  | 9                  | 11                 | -                  |
| TT Jamoigne A                 | Luxembourg          | -                  | -                  | -                  | -                  | 6                  | 6                  | 12 (fg) | -     | -                  | 10                 | 12                 | -                  |
| CTT Ping 2000 Ecaussinnes     | Hainaut             | -                  | -                  | -                  | -                  | -                  | -                  | -       | -     | -                  | 12                 | -                  | -                  |
| TTV Lipalet A                 | Limbourg            | -                  | -                  | -                  | -                  | -                  | -                  | 10      | x     | 10                 | -                  | -                  | -                  |
| TT Vedrinamur B               | Namur               | -                  | -                  | 9                  | 11 (fg)            | -                  | -                  | -       | x     | 11                 | -                  | -                  | -                  |
| AF Royal Villette Charleroi A | Hainaut             | 8                  | 7                  | 8                  | 7                  | 7                  | 5                  | 8       | x     | 12 (fg)            | -                  | -                  | -                  |
| CTT Tiege A                   | Liège               | -                  | -                  | -                  | -                  | -                  | 8                  | 3       | -     | -                  | -                  | -                  | -                  |
| TTC Nodo Ekeren A             | Anvers              | -                  | 4                  | 6                  | 8                  | 8                  | Médaille d'argent  | 9       | -     | -                  | -                  | -                  | -                  |
| TTC Schulen A                 | Limbourg            | -                  | -                  | -                  | -                  | -                  | -                  | 11      | -     | -                  | -                  | -                  | -                  |
| TTC Wenduine A                | Flandre Occidentale | -                  | -                  | -                  | -                  | -                  | 12                 | -       | -     | -                  | -                  | -                  | -                  |
| TTC Virton A                  | Luxembourg          | -                  | -                  | -                  | 10                 | 11                 | -                  | -       | -     | -                  | -                  | -                  | -                  |
| PW Diest A                    | Brabant flamand     | -                  | -                  | Médaille d'argent  | Médaille d'or      | 12 (fg)            | -                  | -       | -     | -                  | -                  | -                  | -                  |
| TT Titi Oupeye A              | Liège               | -                  | -                  | 11                 | -                  | -                  | -                  | -       | -     | -                  | -                  | -                  | -                  |
| CTT Châtelet A                | Hainaut             | 7                  | 8                  | 12 (fg)            | -                  | -                  | -                  | -       | -     | -                  | -                  | -                  | -                  |
| TT Vervia A                   | Liège               | Médaille de bronze | 5                  | -                  | -                  | -                  | -                  | -       | -     | -                  | -                  | -                  | -                  |
| TTC Hoeselt A                 | Limbourg            | 6                  | 10                 | -                  | -                  | -                  | -                  | -       | -     | -                  | -                  | -                  | -                  |
| CTT Minerois B                | Liège               | 9                  | 11                 | -                  | -                  | -                  | -                  | -       | -     | -                  | -                  | -                  | -                  |
| CTT Braine l'Alleud A         | Brabant Wallon      | -                  | 12 (fg)            | -                  | -                  | -                  | -                  | -       | -     | -                  | -                  | -                  | -                  |
| TT Don Bosco Tournai A        | Hainaut             | 10                 | -                  | -                  | -                  | -                  | -                  | -       | -     | -                  | -                  | -                  | -                  |
| Royal CTT Astrid Herstal B    | Liège               | 11                 | -                  | -                  | -                  | -                  | -                  | -       | -     | -                  | -                  | -                  | -                  |
| TTC Hasselt A                 | Limbourg            | 12 (fg)            | -                  | -                  | -                  | -                  | -                  | -       | -     | -                  | -                  | -                  | -                  |

#### Palmarès[15]
| - 2025 : KTTC AFP Antwerpen - 2024 : TT Vedrinamur - 2023 : TT Vedrinamur - 2022 : TT Malonne - 2021 : Saison arrêtée dû à la crise de la Covid-19. - 2020 : Saison arrêtée dû à la crise de la Covid-19. - 2019 : KTTC AFP Antwerpen - 2018 : KTTC AFP Antwerpen - 2017 : PW Diest - 2016 : KTTC AFP Antwerpen - 2015 : KTTC AFP Antwerpen - 2014 : CTT Minerois - 2013 : TTC Immo Mortsel - 2012 : KTTC AFP Antwerpen - 2011 : KTTC AFP Antwerpen - 2010 : KTTC AFP Antwerpen - 2009 : KTTC AFP Antwerpen - 2008 : TTC Virton - 2007 : TTC Virton - 2006 : TT Vervia - 2005 : TTC Hasselt - 2004 : TTC Hasselt - 2003 : TTC Hasselt - 2002 : TTC Hasselt - 2001 : TTC Stokrooie - 2000 : Amicale 54 Aywaille - 1999 : CTT Royal Alpa Ixelles - 1998 : Amicale 54 Aywaille - 1997 : Royal Villette Charleroi - 1996 : Royal Villette Charleroi | - 1995 : CTT Corenne - 1994 : ETT Centre Manage - 1993 : ETT Centre Manage - 1992 : CTT Corenne - 1991 : CTT Corenne - 1990 : CTT Corenne - 1989 : CS Le Logis Auderghem - 1988 : CTT Corenne - 1987 : CTT Corenne - 1986 : CTT Corenne - 1985 : CTT Corenne - 1984 : CTT Corenne - 1983 : Royal Smash Panthéon - 1982 : CTT Corenne - 1981 : Palette Club Stave - 1980 : Palette Club Stave - 1979 : Palette Club Stave - 1978 : Palette Club Stave - 1977 : Palette Club Stave - 1976 : Palette Club Stave - 1975 : Palette Club Stave - 1974 : Palette Club Stave - 1973 : CTT Alpa Bruxelles - 1972 : CTT Alpa Bruxelles - 1971 : CTT Alpa Bruxelles - 1970 : TTC Small Street Gent - 1969 : Palette Racing White Bruxelles - 1968 : Palette Racing White Bruxelles - 1967 : Palette Racing White Bruxelles - 1966 : Palette Racing White Bruxelles - 1965 : Palette Racing White Bruxelles | - 1964 : Palette XL Ixelles - 1963 : Palette XL Ixelles - 1962 : Palette XL Ixelles - 1961 : Royal Panthéon CTT Bruxelles - 1960 : Royal Panthéon CTT Bruxelles - 1959 : Royal Panthéon CTT Bruxelles - 1958 : Royal Panthéon CTT Bruxelles - 1957 : Royal Panthéon CTT Bruxelles - 1956 : Atlantic TTC Antwerpen - 1955 : Panthéon CTT Bruxelles - 1954 : Panthéon CTT Bruxelles - 1953 : Panthéon CTT Bruxelles - 1952 : Panthéon CTT Bruxelles - 1951 : Panthéon CTT Bruxelles - 1950 : Panthéon CTT Bruxelles - 1949 : Panthéon CTT Bruxelles - 1948 : CPP La Palette Bruxelles - 1947 : CPP La Palette Bruxelles - 1946 : Panthéon CTT Bruxelles - 1945 : Pas de championnat - 1944 : Triton's TTC Bruxelles - 1943 : PPC Chimay - 1942 : Triton's TTC Bruxelles - 1941 : Triton's TTC Bruxelles - 1940 : CTT Charleroi - 1939 : La Raquette Bruxelles - 1938 : Rasante TC Bruxelles - 1937 : La Raquette Bruxelles - 1936 : CTT Bruxelles - 1935 : CTT Bruxelles - 1934 : Cercle Saint-Sauveur Bruxelles - 1933 : CTT Tennis Couvert Bruxelles |

#### Bilan par club
| Position | Club | Titres | Saisons consécutives |
| -------- | ---- | ------ | -------------------- |
| -        | -    | -      | -                    |

### Structures pyramidales des divisions des Interclubs

#### Remarque préalable
Les structures pyramidales présentées ci-dessous évoluent d'année en année : la fédération, aidée des ailes régionales et des comités provinciaux ajustent le nombre de séries ainsi que le nombre d'équipes dans les séries en fonction du nombre total d'affiliés participant aux Interclubs.

#### Compétition Messieurs

##### 2022-2023
| Niveau | Division      | Divisions Nationales            | Divisions Nationales            | Divisions Nationales            | Divisions Nationales            | Divisions Nationales            | Divisions Nationales   | Divisions Nationales  | Divisions Nationales        | Divisions Nationales  | Divisions Nationales  |
| ------ | ------------- | ------------------------------- | ------------------------------- | ------------------------------- | ------------------------------- | ------------------------------- | ---------------------- | --------------------- | --------------------------- | --------------------- | --------------------- |
| 1      | Superdivision | Superdivision                   | Superdivision                   | Superdivision                   | Superdivision                   | Superdivision                   | Superdivision          | Superdivision         | Superdivision               | Superdivision         | Superdivision         |
| 2      | Nationale 1   | Nationale 1                     | Nationale 1                     | Nationale 1                     | Nationale 1                     | Nationale 1                     | Nationale 1            | Nationale 1           | Nationale 1                 | Nationale 1           | Nationale 1           |
| 3      | Nationale 2   | 2A                              | 2A                              | 2A                              | 2A                              | 2A                              | 2B                     | 2B                    | 2B                          | 2B                    | 2B                    |
| 4      | Nationale 3   | 3A                              | 3A                              | 3A                              | 3B                              | 3B                              | 3B                     | 3B                    | 3C                          | 3C                    | 3C                    |
|        |               | Divisions Régionales            |                                 |                                 |                                 |                                 |                        |                       |                             |                       |                       |
|        |               | Région IWB (Wallonie Bruxelles) | Région IWB (Wallonie Bruxelles) | Région IWB (Wallonie Bruxelles) | Région IWB (Wallonie Bruxelles) | Région IWB (Wallonie Bruxelles) | Région VTTL (Flandre)  | Région VTTL (Flandre) | Région VTTL (Flandre)       | Région VTTL (Flandre) | Région VTTL (Flandre) |
| 5      | Régionale     | Série A                         | Série B                         | Série C                         | Série D                         | Série E                         | Série A                | Série B               | Série B                     | Série C               | Série C               |
|        |               | Divisions Provinciales          |                                 |                                 |                                 |                                 |                        |                       |                             |                       |                       |
|        |               | Bruxelles & Brabant Wallon      | Hainaut                         | Namur                           | Luxembourg                      | Liège                           | Limbourg               | Anvers                | Bruxelles & Brabant Flamand | Flandre Orientale     | Flandre Occidentale   |
| 6      | Provinciale 1 | 2 séries                        | 2 séries                        | 2 séries                        | 1 série                         | 2 séries                        | 1 série                | 1 série               | 1 série                     | 1 série               | 1 série               |
| 7      | Provinciale 2 | 3 séries                        | 4 séries                        | 4 séries                        | 2 séries                        | 4 séries                        | 2 séries               | 2 séries              | 2 séries                    | 2 séries              | 2 séries              |
| 8      | Provinciale 3 | 4 séries                        | 8 séries                        | 7 séries                        | 5 séries                        | 5 séries                        | 4 séries               | 3 séries              | 2 séries                    | 4 séries              | 4 séries              |
| 9      | Provinciale 4 | 6 séries                        | 12 séries                       | 11 séries                       | 6 séries                        | 6 séries                        | 3 séries               | 3 séries              | 2 séries                    | 3 séries              | 4 séries              |
| 10     | Provinciale 5 | 10 séries                       | 14 séries                       | 13 séries                       | 6 séries                        | 7 séries                        | 2 séries               | 3 séries              | 3 séries                    | 2 séries              | 3 séries              |
| 11     | Provinciale 6 |                                 | 15 séries                       | 9 séries                        | 7 séries                        | 10 séries                       | 3 séries "temps libre" | 1 série               |                             |                       |                       |
| 12     | Provinciale 7 |                                 | 2 séries débutants              |                                 | 4 séries                        | 10 séries                       |                        | 1 série               |                             |                       |                       |

##### 2021-2022
| Niveau | Division      | Divisions Nationales            | Divisions Nationales            | Divisions Nationales            | Divisions Nationales            | Divisions Nationales            | Divisions Nationales  | Divisions Nationales  | Divisions Nationales        | Divisions Nationales  | Divisions Nationales  |
| ------ | ------------- | ------------------------------- | ------------------------------- | ------------------------------- | ------------------------------- | ------------------------------- | --------------------- | --------------------- | --------------------------- | --------------------- | --------------------- |
| 1      | Superdivision | Superdivision                   | Superdivision                   | Superdivision                   | Superdivision                   | Superdivision                   | Superdivision         | Superdivision         | Superdivision               | Superdivision         | Superdivision         |
| 2      | Nationale 1   | 1A                              | 1A                              | 1A                              | 1A                              | 1A                              | 1B                    | 1B                    | 1B                          | 1B                    | 1B                    |
| 3      | Nationale 2   | 2A                              | 2A                              | 2B                              | 2B                              | 2B                              | 2C                    | 2C                    | 2D                          | 2D                    | 2D                    |
|        |               | Divisions Régionales            |                                 |                                 |                                 |                                 |                       |                       |                             |                       |                       |
|        |               | Région IWB (Wallonie Bruxelles) | Région IWB (Wallonie Bruxelles) | Région IWB (Wallonie Bruxelles) | Région IWB (Wallonie Bruxelles) | Région IWB (Wallonie Bruxelles) | Région VTTL (Flandre) | Région VTTL (Flandre) | Région VTTL (Flandre)       | Région VTTL (Flandre) | Région VTTL (Flandre) |
| 4      | Régionale     | Série A                         | Série B                         | Série C                         | Série D                         | Série E                         | Série A               | Série B               | Série B                     | Série C               | Série C               |
|        |               | Divisions Provinciales          |                                 |                                 |                                 |                                 |                       |                       |                             |                       |                       |
|        |               | Bruxelles & Brabant Wallon      | Hainaut                         | Namur                           | Luxembourg                      | Liège                           | Limbourg              | Anvers                | Bruxelles & Brabant Flamand | Flandre Orientale     | Flandre Occidentale   |
| 5      | Provinciale 1 | 2 séries                        | 2 séries                        | 3 séries                        | 1 série                         | 2 séries                        | 1 série               | 1 série               | 1 série                     | 1 série               | 1 série               |
| 6      | Provinciale 2 | 3 séries                        | 4 séries                        | 4 séries                        | 2 séries                        | 4 séries                        | 2 séries              | 2 séries              | 2 séries                    | 2 séries              | 2 séries              |
| 7      | Provinciale 3 | 4 séries                        | 8 séries                        | 7 séries                        | 4 séries                        | 6 séries                        | 4 séries              | 3 séries              | 2 séries                    | 4 séries              | 4 séries              |
| 8      | Provinciale 4 | 7 séries                        | 12 séries                       | 10 séries                       | 6 séries                        | 7 séries                        | 3 séries              | 4 séries              | 2 séries                    | 4 séries              | 4 séries              |
| 9      | Provinciale 5 | 11 séries                       | 15 séries                       | 13 séries                       | 6 séries                        | 8 séries                        | 2 séries              | 4 séries              | 3 séries                    | 4 séries              | 3 séries              |
| 10     | Provinciale 6 |                                 | 18 séries                       | 10 séries                       | 6 séries                        | 11 séries                       |                       | 1 série               |                             |                       |                       |
| 11     | Provinciale 7 |                                 |                                 |                                 | 3 séries                        | 4 séries                        |                       |                       |                             |                       |                       |

#### Compétition Dames

##### 2022-2023
| Niveau | Division      | Divisions Nationales            | Divisions Nationales            | Divisions Nationales            | Divisions Nationales            | Divisions Nationales            | Divisions Nationales  | Divisions Nationales  | Divisions Nationales        | Divisions Nationales  | Divisions Nationales  |
| ------ | ------------- | ------------------------------- | ------------------------------- | ------------------------------- | ------------------------------- | ------------------------------- | --------------------- | --------------------- | --------------------------- | --------------------- | --------------------- |
| 1      | Superdivision | Superdivision                   | Superdivision                   | Superdivision                   | Superdivision                   | Superdivision                   | Superdivision         | Superdivision         | Superdivision               | Superdivision         | Superdivision         |
| 2      | Nationale 1   | Division 1                      | Division 1                      | Division 1                      | Division 1                      | Division 1                      | Division 1            | Division 1            | Division 1                  | Division 1            | Division 1            |
| 3      | Nationale 2   | Division 2                      | Division 2                      | Division 2                      | Division 2                      | Division 2                      | Division 2            | Division 2            | Division 2                  | Division 2            | Division 2            |
|        |               | Divisions Régionales            |                                 |                                 |                                 |                                 |                       |                       |                             |                       |                       |
|        |               | Région IWB (Wallonie Bruxelles) | Région IWB (Wallonie Bruxelles) | Région IWB (Wallonie Bruxelles) | Région IWB (Wallonie Bruxelles) | Région IWB (Wallonie Bruxelles) | Région VTTL (Flandre) | Région VTTL (Flandre) | Région VTTL (Flandre)       | Région VTTL (Flandre) | Région VTTL (Flandre) |
| 4      | Régionale     | Série A                         | Série A                         | Série B                         | Série B                         | Série B                         | Landelijk             | Landelijk             | Landelijk                   | Landelijk             | Landelijk             |
|        |               | Divisions Provinciales          |                                 |                                 |                                 |                                 |                       |                       |                             |                       |                       |
|        |               | Bruxelles & Brabant Wallon      | Hainaut                         | Namur                           | Luxembourg                      | Liège                           | Limbourg              | Anvers                | Bruxelles & Brabant Flamand | Flandre Orientale     | Flandre Occidentale   |
| 5      | Provinciale 1 | 1 série                         | 1 série                         | 1 série                         | 1 série                         | 1 série                         | 1 série               |                       | 1 série                     | 1 série               | 1 série               |
| 6      | Provinciale 2 | 1 série                         | 2 séries                        | 3 séries                        | 2 séries                        | 1 série                         |                       |                       | 3 séries                    |                       |                       |
| 7      | Provinciale 3 |                                 | 3 séries                        | 2 séries                        | 5 séries                        |                                 |                       |                       |                             |                       |                       |